# Niccolò Cirillo
Niccolò Cirillo, né le 12 septembre 1671 à Grumo Nevano et mort le 2 juillet 1735 à Naples, est un médecin napolitain.

## Biographie
Niccolò Cirillo a été, à l’initiative de son frère amené, à l’âge de huit ans, à Naples, où le Père D. Santo d’Errico lui a enseigné les premiers rudiments de la langue latine.
Il a ensuite étudié les lettres et la philosophie chez les Jésuites, puis les mathématiques avec Nicola Partenio Giannettasio, et enfin la médecine, pendant seize ans, sous Luca Tozzi, à l’université royale de Naples.
Il a également étudié le grec classique sous le restaurateur de l’érudition grecque Gregorio Messere (it). L’amitié qu’il a contractée à cette époque avec le savant Gregorio Caloprese (it) l’a passionné pour le cartésianisme, dont était partisan ce dernier. Il était également féru d’histoire et de géographie.
Entretemps, il s’est lié d’amitié avec les intellectuels de son époque, Nicola Caravita (it), Gennaro D’Andrea (d), Serafino Biscardi (d).
En 1692, il a commencé à donner des cours particuliers de médecine, de philosophie et de géométrie. L’appel de son maitre Luca Tozzi à Rome, pour soigner le pape Innocent VIII, lui a permis de le remplacer dans sa chaire, en 1697, jusqu’au retour de ce dernier à Naples. À cette occasion, une exception avait été faite à un décret interdisant aux professeurs de l’université d’avoir recours à des substituts.
Il a lu de nombreux discours savants et éloquents sur divers sujets scientifiques et érudits chez le duc de Medinaceli (es), vice-roi de Naples. En 1705, il a été élu à la chaire de physique de l’université de Naples, et, l’année suivante, second professeur de médecine-pratique. Enfin, en 1717, il a été nommé premier professeur de médecine, position qu’il a occupée jusqu’à sa mort.
Sa renommée croissante de médecin le faisait consulter dans les cas les plus difficiles, parfois même par correspondance. À peu près au même moment, il a été promu médecin-chef de l’hôpital des Incurables mais, pour se remettre d’une fièvre lente occasionnée par les efforts qu’il avait dû soutenir, à cette occasion, il a dû quitter Naples, pour se mettre au vert.
Remis à l’étude, il s’est intéressé à la botanique, après être tombé sur les Institutions de Tournefort, il s’y est appliqué au point d’en devenir en peu de temps un spécialiste. Comme il ne lui manquait que la connaissance de l’herboristerie locale, il a formé son neveu Santolo Cirillo, en le conduisant dans les hauteurs de Naples et d’ailleurs, pour cueillir herbes et plantes, partageant les choses qu’il observait. Il a ainsi formé dans sa propre demeure un jardin botanique qui l’emportait sur tous les autres de Naples.
En 1717, il a refusé les offres très avantageuses d’intégrer son corps professoral que lui faisait l’université de Turin, ainsi qu’une offre de poste de médecin ordinaire du roi Victor-Amédée. En 1718, il a été agrégé à la Royal Society  de Londres, présidée par Newton en personne. Cette Académie l’ayant chargé de rédiger les Éphémérides météorologiques de Naples, il s’est acquitté de cette tâche de manière à s’attirer les compliments de cette Société, qui lui a également commandé des recherches sur l’usage de l’eau froide dans les fièvres. Il a également étudié le tremblement de terre de 1731.
Son étudiant Francesco Serao a décrit les traitements qu’il a opérés dans les cas les plus difficiles et les plus désespérés, comme celui de la duchesse de Valle, qui l’en a généreusement récompensé.